# Дулово (Конаковский район)
Дулово — село в Конаковском районе Тверской области России. Входит в состав Ручьёвского сельского поселения.
Расположено на юго-востоке региона, в юго-восточной части Конаковского района, на левом берегу реки Сестры, примерно в 27 км к юго-востоку от районного центра — города Конаково — и 80 км юго-восточнее областного центра — города Твери. Ближайшие населённые пункты — деревни Большая, Нижнево и Терехово.
В селе располагается каменная Спасская церковь 1807 года постройки.

## История
Село Дулово на реке Сестре в 9 дворов с церковью Никиты великомученика и пустым поповым двором упоминается в кашинских писцовых книгах 1628—1629 годов. Село было жаловано Василию Ивановичу Туренину в 1624 году за оборону Москвы от поляков.
После Смутного Времени деревянная Никитская церковь была восстановлена в 1759 году как Спасская.
В 1797 году новый владелец села Александр Осипович Кожин обратился в Тверскую духовную консисторию с просьбой о постройке нового каменного храма. В 1798 году начало строительство новой каменной Спасской церкви. В 1807 году строительство было завершено, а в 1809 году освящён зимний правый придел во имя Макария, игумена Калязинского и Чудотворца. Через некоторое время старая деревянная церковь была разобрана и продана в Медведеву пустынь. В 1909 году на её месте (кладбище) была установлена кирпичная часовня.
По сведениям 1859 года, Спасское (Дулово) — владельческое село 2-го стана Корчевского уезда Тверской губернии, при реке Сестре, в 30 верстах от уездного города и становой квартиры, с 27 дворами, православной церковью и 231 жителем (100 мужчин, 131 женщина). В 1887 году входило в состав Даниловской волости Корчевского уезда, в селе было 35 дворов, проживало 188 человек (89 мужчин, 99 женщин).
В конце XIX века село Дулово (Спасское) состояло из двух посадов и пруда. В 1877 году открылась школа. Также имелись кузница, трактир, чайная и лавка. На 1900 год в селе числилось 26 дворов и 139 жителей.

## Население
| 1806 | 1851 | 1858 | 1859 | 1887 | 1900 | 2002 |
| ---- | ---- | ---- | ---- | ---- | ---- | ---- |
| 171  | ↗185 | ↗236 | ↘231 | ↘188 | ↘139 | ↘8   |
| 2010 |      |      |      |      |      |      |
| ↗18  |      |      |      |      |      |      |